# فريبا وفي
فاريبا وفي (بالفارسية: فریبا وفی) كاتبة إيرانية من أصول أذربيجانية. ولدت في تبريز في 21 يناير 1963 في عائلة من الطبقة المتوسطة. بدأت الكتابة في وقت مبكر من المدرسة، وكتبت بعد ذلك قصصًا قصيرة.

## النشاط الأدبي
تم نشر أول مجموعة قصصية قصيرة لها (في عمق المرحلة) في عام 1996. نشرتها الثانية «حتا فاغتي ميخاندم» [ حتى بينما نحن نضحك ] من قبل شركة «نشر المركز» للنشر. في خريف 1999. في عام 2002 ، تلقت هذه الرواية جائزتي جولشيري ويالدا وطُبعت اثنان وثلاثون مطبوعة. تمت ترجمتها إلى اللغة الإنجليزية من قبل مطبعة جامعة سيراكيوز في عام 2009 وإلى الإيطالية من قبل بونتي 33 في عام 2010 وإلى الألمانية في عام 2012 من قبل روتبوش ويرلاغ وإلى اللغة الكردية في عام 2011 وإلى اللغة التركية عام 2016.
تم نشر روايتها الثانية تارلين عام 2004، وتُرجمت إلى الألمانية من قبل عام 2015 وفازت بجائزة LiBeratur في عام 2017. نُشرت روايتها «حلم التبت» عام 2005 وترجمت إلى الألمانية عام 2019. حصلت هذه الرواية على جائزة Hooshang Golshiri الأدبية عن «أفضل رواية».  تم نشر روايتها «السر في الأزقة» في عام 2008 ، وترجمتها إلى الفرنسية بواسطة زولما في عام 2011 وأيضًا إلى اللغة النرويجية.

## المؤلفات
- 1986: مجموعة القصة القصيرة
- 1999: (حتى عندما كنا نضحك)، مجموعة من القصص القصيرة
- 2002: براندي يي مان (طائرتي)، رواية
- 2006: رواية تارلان
- 2007: رويا يي تابات (حلم التبت)، رواية،
- 2009: «دار الراحة فيلا» (في الطريق إلى فيلا)، مجموعة من القصص القصيرة
- 2011: Hame-ye Ofoq (All the Horizon)، مجموعة قصصية قصيرة
- 2012: رواية ماه كامل مشافاد (القمر يشبع)
- 2014: (بعد النهاية)، رواية
- 2016: (بدون ريح بدون مجاذيف)، رواية
- 2020: (يوم آخر للشورى)، رواية